# 石川源嗣
石川 源嗣（いしかわ げんじ、1942年 - ）は、日本の労働運動家。元全国一般労働組合全国協議会東京東部労働組合（全国一般東京東部労組）副委員長。

## 経歴
1980年から東京東部労組専従書記長。同労組は独立系の労組であったが、2004年に全国一般労働組合全国協議会 に加入した。全労協常任幹事、全労協全国一般東京労組副委員長を歴任。2006年時点で全国一般東京東部労組副委員長、NPO法人労働相談センター理事長。2009年時点で全国一般労働組合全国協議会副委員長。2014年時点で全国一般東京東部労組副委員長、ジャパンユニオン委員長、NPO法人労働相談センター理事長。

## 著書
- 『ひとのために生きよう! 団結への道――労働相談と組合づくりマニュアル』（同時代社、2006年6月）
- 『労働組合で社会を変える』（世界書院［情況新書］、2014年10月）